# Ordre de la Gloire au travail
 (juillet 2025).
L'ordre de la Gloire au travail (en russe : Орден Трудовой Славы) est une distinction qui était décernée en URSS puis en Russie, à partir du 9 août 1974 et jusqu’au 21 décembre 1991.

## Histoire
L'ordre est créé par décision du Præsidium du Soviet suprême de l'URSS. Calqué sur l'ordre de la Gloire, il est censé être son équivalent civil, décerné pour réalisations exceptionnelles dans la sphère du travail. De la même façon que l'ordre de la Gloire, il est divisé en trois classes (la plus élevée étant la 1re classe). Il est obtenu par échelon, en obtenant d'abord la 3e classe, la 2e puis la 1re. Il est accompagné d'un certain nombre d'avantages matériels, tels qu'une pension ou des titres de transports en commun gratuit.
| 1re classe | 2e classe | 3e classe |
| ---------- | --------- | --------- |
|            |           |           |

## Récipiendaires
Jusqu'en 1991, il y a, par classe :
- 1re classe : 952 personnes
- 2e classe : 50 000 personnes environ
- 3e classe : 650 000 personnes environ

## Source
- (en) Cet article est partiellement ou en totalité issu de l’article de Wikipédia en anglais intitulé « Order of Labour Glory » (voir la liste des auteurs).